# فاتيكجاري
فاتيكجاري هي مدينة وبلدية، في مديرية شيتاغونغ في محافظة شيتاغونغ، ببنغلاديش.